# Worek śnieżny
Worek śnieżny – wysoka warstwa śniegu po zawietrznych stronach przeszkód (takich jak nadbudówki, attyki).
Tworzy się na dachach płaskich i skośnych (zwłaszcza wielospadowych), w miejscach zasłoniętych od wiatru. Worki śnieżne powodują lokalnie znaczne obciążenie dachów, które może spowodować jego uszkodzenie.

## Mechanizm powstawania worków śnieżnych
Do ich powstawania dochodzi w efekcie silnych opadów śniegu, wiatru i ocieplenia. Wiatr przenosi świeżo spadły śnieg, który gromadzi się w miejscach zacienionych i osłoniętych przed wichurą. Zalega w tym miejscu tworząc duże zaspy, przypominające leżący worek (stąd nazwa zjawiska). Swoją grubością przekraczają wielokrotnie inne miejsca na dachu. Te skupiska śniegu mają dużą masę (często kilkanaście lub kilkadziesiąt ton). To powoduje, że poszycie dachowe jest narażone na uszkodzenie. Dotyczy to szczególnie dachów blaszanych lub drewnianych. Będą się uginać, co może spowodować pęknięcia okładzin, rozszczelnienia dachu, niszczenie obróbek czy pękanie elementów pokrycia.

## Konsekwencje zalegania śniegu
Dodatkowym czynnikiem jest ocieplenie, które topi zewnętrzną warstwę śniegu zamieniając ją w lód. Pokrywa śnieżna przybiera postać twardej, skonsolidowanej skorupy lodowej. W konsekwencji nawet silny wiatr nie jest w stanie przemieścić pokrywy. Taka masa śniegu może jeszcze szybciej uszkodzić dach.